# Liselotte von der Pfalz (1966)
Liselotte von der Pfalz ist eine deutsche Filmkomödie von Kurt Hoffmann aus dem Jahre 1966 mit Heidelinde Weis in der Titelrolle.

## Handlung
Elisabeth Charlotte, Prinzessin von der Pfalz, Tochter des Kurfürsten Karl Ludwig und von allen nur kurz Liselotte genannt, ist ein rechter Wildfang. Die lebensfrohe, burschikose, junge Prinzessin verbringt eine sorgenfreie Jugend am nicht allzu sehr von Formalien bestimmten Hof ihres Vaters. Doch diesen plagen große finanzielle Sorgen. So kommt es ihm gerade recht, dass der mächtige französische Sonnenkönig Ludwig XIV. nach einer Frau für seinen Bruder sucht, den liederlichen Herzog von Orléans, Philippe. Liselotte ist nicht gerade begeistert davon, dass ihr Vater sie mit einem ihr völlig fremden Mann verkuppeln will, fügt sich aber seinem Entschluss. Und so wird Liselotte auf den Weg nach Frankreich geschickt.
An der Grenze wird das Mädchen von Emissären des Königs in Empfang genommen und wechselt die Kutsche. In Versailles angekommen, schwappt ihr von Anbeginn blanker Hochmut entgegen. Während der Sonnenkönig ihr mit generöser Herzlichkeit begegnet, lässt der Ehemann in spe das Mädchen aus der deutschen Provinz rasch spüren, was für einen Bauerntrampel er in ihr sieht. Vor allem aber straft seine bisherige Geliebte, die elegante Prinzessin Palatine, den unbedarften Neuankömmling mit Spott und blanker Verachtung, obwohl Palatine es war, die die Vermählung in die Wege geleitet hatte -- aber nur aus dem Grunde, um mit dem nunmehr offiziell verheirateten Philippe ihre bislang geheim gehaltene Liaison umso hemmungsloser fortsetzen zu können. Palatine lässt Liselotte spüren, dass diese ihr, der großen Dame von Welt, in keiner Weise ebenbürtig ist. Auch Philippe verspürt nicht die geringste Neigung, von seiner bisherigen Geliebten zu lassen, nur weil er das ungeschliffene Landei Liselotte aufgrund der Staatsraison heiraten musste.
Doch Liselotte beginnt nunmehr Ehrgeiz zu entwickeln und wickelt die sie umgebenden Hofschranzen rasch um den Finger. Bald passt sie sich den sehr viel gestrengeren Gepflogenheiten am französischen Hofe an und weiß ihren Charme und ihre unbekümmerte, jugendliche Frische geschickt zu ihrem Nutzen einzusetzen. Auch ist sie nicht im mindesten bereit, ihren Ehemann weiterhin der biestigen Konkurrentin kampflos zu überlassen, Philippes Herz und das Bett des Kronprätendenten mit Palatine zu teilen. Mit den Waffen einer Frau beginnt sie Philippe allmählich für sich zu interessieren. Doch die Gegenseite wirft ihr Netz aus Intrigen aus und plant sogar ein Mordkomplott. Dennoch werden Liselotte und Philipp am Ende ein glückliches Paar.

## Produktionsnotizen
Gedreht wurde vom 2. Juni bis zum 18. Juli 1966 in den Ateliers der Berliner CCC-Film, im Schloss Charlottenburg, in der Umgebung von Prag sowie in München. Die Welturaufführung des Films fand in Anwesenheit der Hauptdarsteller statt am 7. Oktober 1966 im Roxy-Theater in Neustadt an der Weinstraße an.
Die Filmbauten entwarf Otto Pischinger, die Kostüme stammen von Elisabeth Urbancic. Schnittmeister Claus von Boro arbeitete auch als Hoffmanns Regieassistent.
Bereits 1935 wurde ein Film unter dem Titel Liselotte von der Pfalz gedreht. Unter der Regie von Carl Froelich spielten Renate Müller die Liselotte, Hans Stüwe den Herzog von Orléans und Michael Bohnen den Sonnenkönig.

## Kritik
Das Lexikon des Internationalen Films bezeichnete Liselotte von der Pfalz als „operettenfreundlich inszenierter Kostümfilm“
Das große Personenlexikon des Films nannte den Film eine „kostümrauschende[n] Historienkomödie“
Der Evangelische Film-Beobachter zog folgendes Fazit: „Heitere und in Pastelltönen gemalte Abenteuer der pfälzischen Prinzessin Liselotte am Hofe zu Versailles. Leichte Unterhaltung im Kostüm des 17. Jahrhunderts, die allerdings die politischen Hintergründe dieser Zeit außer acht läßt. Ab 16 möglich.“